# Ambrosius Rau
Ambrosius Rau oder Ambros Rau (* 7. März 1784 in Würzburg; † 26. Januar 1830 ebenda) war ein deutscher Naturforscher und Lehrstuhlinhaber in Würzburg. Sein offizielles botanisches Autorenkürzel lautet „A.Rau“.

## Leben
Ambros Rau studierte Kameralwissenschaften und Naturwissenschaften in Würzburg und wurde noch vor seiner Promotion 1808 dort Privatdozent. Bald darauf wurde er promoviert. Von 1808 bis 1830 war er an der Philosophischen Fakultät ordentlicher Professor für Natur- und Forstwissenschaft, wobei er als Nachfolger von Bonavita Blank Vorlesungen über Naturgeschichte (Zoologie, Botanik, Mineralogie, Forstwissenschaft) hielt und botanische Exkursionen mit den Studenten durchführte. 1829 gab er seine Vorlesungen krankheitsbedingt auf, wobei der seit 1826 an der Universität Würzburg weilende Chemiker und Mineraloge Ludwig Rumpf seine Nachfolge übernahm. Ambrosius Rau starb 1830 an einem Brustleiden.
Von ihm stammen ein Lehrbuch der Mineralogie und eine Monographie über Rosen. Sie gilt als eines der ersten Werke über die Lokalflora der Rosen zur Unterscheidung von regionalen Variationen innerhalb der Arten.
Am 6. Mai 1816 wurde er mit dem Beinamen Isidorus II zum Mitglied (Matrikel-Nr. 1059) der Leopoldina gewählt. Rau war mit Nees von Esenbeck befreundet, der das Rautengewächs Rauia resinosa nach Rau benannte. Einige Herbarexemplare Ambrosius Raus, der in Würzburg auch „Conservator des Kunst- und Naturaliencabinetts“ wirkte, sind im Herbarium Würzburg erhalten geblieben.

## Schriften (Auswahl)
- Ueber den technischen Theil der Salzwerkskunde. Joseph Stahel, Würzburg 1809. google books.
- Enumeratio rosarum circa Wirceburgum et pagos adjacentes sponte crescentium. Felssecker, Nürnberg 1816. Archive.
- Lehrbuch der Mineralogie. Stahel’sche Buchhandlung, Würzburg 1818 (Archive); 2. Auflage ebenda 1826. (google books).
- Bemerkungen über das naturhistorische Mineral-System des Herrn Friederich Mohs. Franz Ernst Nitribitt, Würzburg 1821. BSB Digital.